# Пентатл Книдский
Пентатл (др.-греч. Πένταθλος; ум. 580/577 до н. э.) — предводитель греческих колонистов на Сицилии.
Происходил из аристократического книдского рода, возводившего своё происхождение к Гераклиду Гиппоту.
В 50-ю Олимпиаду (580—577 до н. э.) во главе книдских и родосских переселенцев высадился в Сицилии в районе мыса Лилибей, где намеревался основать колонию. Эта территория находилась в районе финикийской колонизации, недалеко от Мотии, на землях элимов. Полагают, что Пентатл выбрал этот район, так как в зоне греческой колонизации свободных территорий уже не осталось, и, возможно, он обосновывал своё право на эту землю, как позднее Дорией, своим происхождением от Геракла, победившего царя элимов Эрика.
Экспедиция книдян и родосцев привела к первому военному конфликту с финикийцами на Сицилии. В это время на западе Сицилии шла война между жителями Селинунта и элимами Эгесты, и селинунтцы предложили Пентатлу союз. В сражении с элимами, на помощь которым подошли финикийцы, селинунтцы были разбиты, отряд Пентатла понес большие потери, а сам ойкист погиб.
Оставшиеся избрали своими предводителями близких Пентатла — Горга, Фестора и Эпитерсида, направились в Тирренское море и обосновались на Липарских островах. По версии Павсания, взявшего сведения у Антиоха Сиракузского, они заняли необитаемые острова, а с прочих прогнали жителей; согласно Диодору, местное эолийское население, сократившееся до 500 человек, само призвало колонистов на острова.
На Липарах родосцы и книдяне основали пиратские поселения, находившиеся в постоянной вражде с этрусками, и просуществовавшие до римского завоевания.